# 魏建国 (1947年)
魏建国（1947年3月1日—），汉族，江苏镇江人，毕业于上海外国语学院法语专业，中华人民共和国政治人物、第十一届全国政协委员。
加入中国共产党，担任商务部原副部长、党组成员。2008年，当选第十一届全国政协委员，代表经济界，分入第三十七组。并担任外事委员会专委。
2022年12月17日下午，中国国际经济交流中心副理事长、商务部原副部长魏建国在以“二十大之后的中国与世界”为主题的2023环球时报年会中，对于中国经济明年发展做出乐观判断：“明年中国经济将杀出重围，快速发展，GDP增速将达到8%！”。